# Ilha dos Frades
Ilha dos Frades é uma ilha brasileira localizada praticamente no centro da baía de Todos os Santos, pertencendo ao município de Salvador, capital do estado da Bahia. Tornou-se oficialmente um bairro de Salvador em 2017.
Com apenas seis quilômetros de comprimento, possui a forma de uma estrela de quinze pontas. Sua paisagem é composta por praias, lagos, cachoeiras, montanhas, coqueirais e uma vegetação típica da Mata Atlântica, com árvores nativas, inclusive o pau-brasil.
O acesso à ilha é feito a partir da ilha de Madre de Deus, onde se pode fazer a travessia marítima em barcos alugados até Paramana ou a Ponta de Nossa Senhora, ou, a partir de Salvador, em barcos de turismo.[carece de fontes?]

## História
De acordo com uma lenda local, a ilha é assim denominada uma vez que, à época do início da colonização, nela foram assassinados dois frades pelos Tupinambás, os quais pretendiam catequizar.
Foi, também, um importante entreposto de escravos para o Recôncavo Baiano.
Um dos filhos ilustres da ilha dos Frades, foi o Barão de Loreto (1836-1906), personagem política da época do Império.
A tradição oral nativa conta que, durante décadas, a ilha dos Frades foi dominada por um fazendeiro denominado Gabriel Viana, que no estilo dos "coronéis" dos tempos da República Velha, agia como um verdadeiro senhor feudal, decidindo sobre a vida e a morte dos moradores, ora sendo um benfeitor da comunidade local, através de práticas assistencialistas, ora sendo um dominador autoritário.
A colonização formou três pequenas povoações que são:
- "Ponta de Nossa Senhora de Guadalupe". Possui diversas barracas de praia e de artesanato Contava com ruínas de um antigo casarão, que foi demolido em 2011[2] e possui uma igreja reformada que remonta ao século XVII.[3]
- "Costa de Fora", onde moram cento e cinquenta habitantes. Conta com uma hospedaria (Hospedaria Barracuda) com dez leitos e um único bar. Possui uma igreja antiga escondida na vegetação, algumas quedas d'água escondidas na Mata Atlântica remanescente e o único cemitério da ilha.
- "Paramana", a principal povoação de lá, conta com mais de novecentos habitantes. Conta com um posto policial, um posto de saúde que atende semanalmente, além de barracas de praia, alguns restaurantes, um pequeno comércio e uma pousada. Próximo desta povoação fica a mais que centenária "Igreja de Nossa Senhora do Loreto" e um casarão centenário, ambos reformados.

A ilha constitui-se em uma reserva ecológica municipal desde 1982 e integra a Área de Preservação Ambiental (APA) Estadual da Baía de Todos os Santos.

## Atrações turísticas

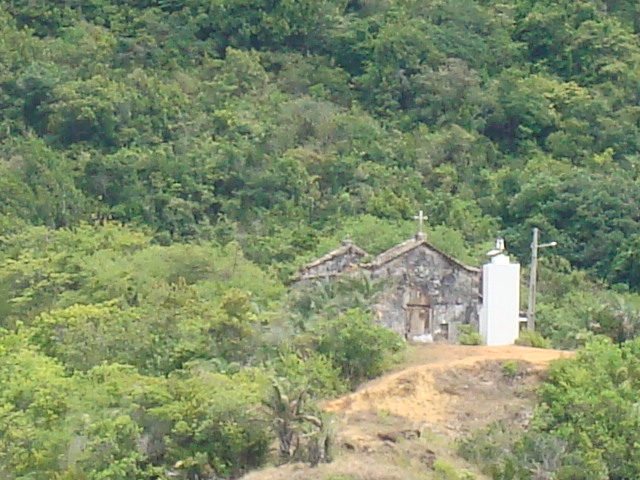
Ruínas da igreja de N. S. de Guadalupe.

Entre os monumentos históricos, destaca-se a Igreja de Nossa Senhora de Guadalupe, totalmente reformada e reinaugurada em 2012, que remonta ao século XVII, a Capela de Nossa Senhora do Loreto, erguida no século XVIII, a Igreja de Nossa Senhora do Bom Parto, o Farol da Ilha dos Frades, no morro atrás da praia de Ponta de Nossa Senhora, as ruínas de um lazareto, as de um entreposto, onde os escravos eram colocados para engordar antes de serem vendidos, as de um armazém, onde os escravos ficavam de quarentena e as de uma casa-de-farinha.
As praias mais importantes são a Praia da Costa, a de Loreto, a de Paramana, a da Ponta de Nossa Senhora, a do Tobar e a da Viração.
Todas apresentam águas límpidas e cristalinas, excelentes para a prática do mergulho, com uma visibilidade de até quinze metros na horizontal e profundidade máxima de onze metros. Nelas podem ser observadas formações de corais e recifes.